# 鎌倉型横穴墓

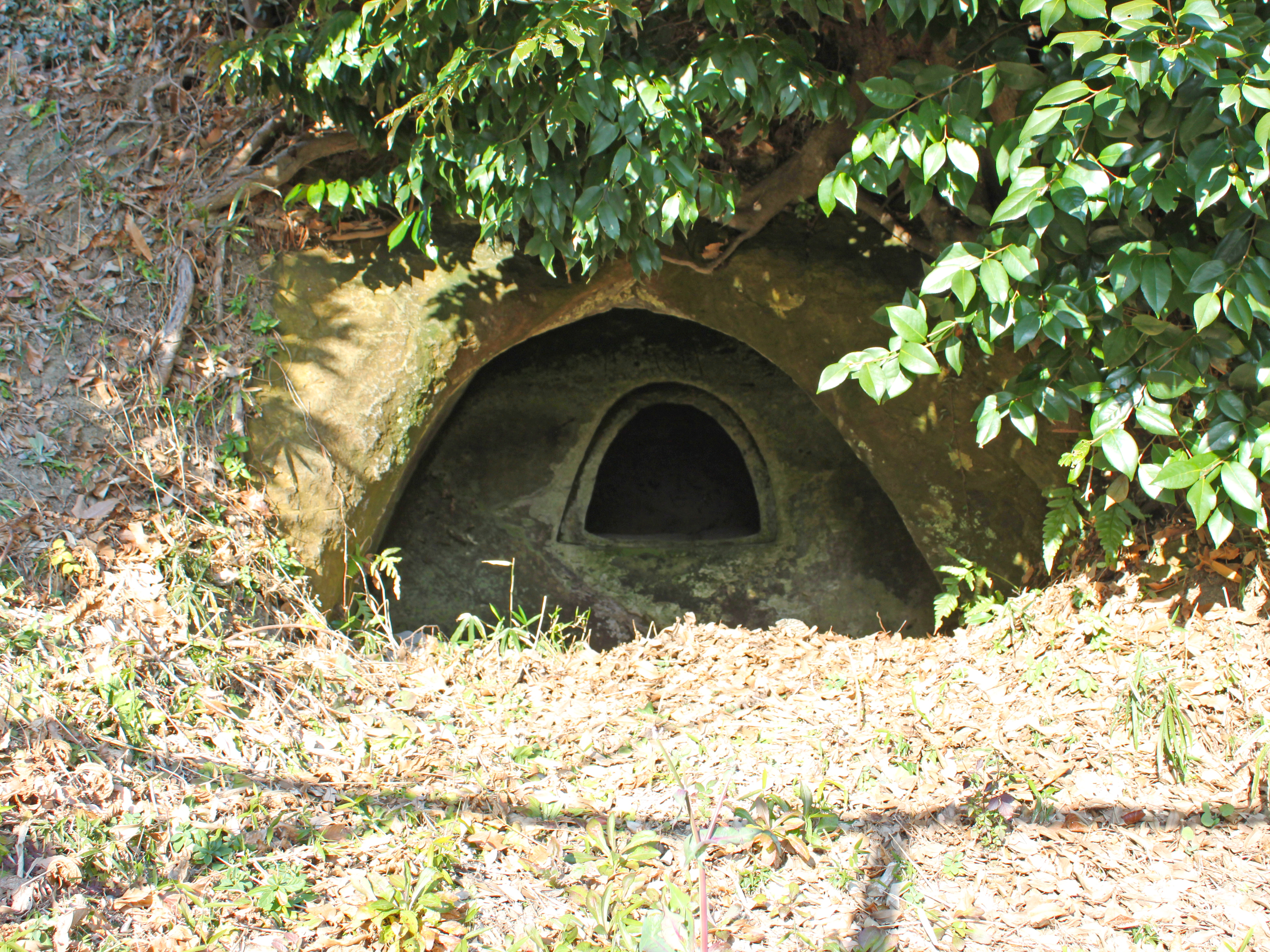
宮ノ前横穴墓群の鎌倉型。手前の羨道と玄室のほとんどが崩壊しているので奥の「棺室」が見えやすい。

鎌倉型横穴墓（かまくらがたよこあなぼ）とは、鎌倉郡であった神奈川県鎌倉市とその周辺部に存在する、古墳時代から奈良時代始めごろに造られた横穴墓の一種で、玄室の奥壁に「棺室」を持つのを特徴とする。「鍛冶ヶ谷式横穴墓」とも。

## デザイン
神奈川県では、古墳時代から奈良時代始めに山の斜面に洞窟型墓地である『横穴墓群』が多く造られた。このなかの「鎌倉型」と呼ばれるデザインは、羨道（入口）から入った死者の安置場（玄室）が、細長い台形の床面と、蒲鉾形の天井をもち、さらに奥の壁には、「棺室」といわれる置き棚のような小さな部屋を掘り造っているのを特徴とするものである。
ちなみに鎌倉には、鎌倉時代にやぐらと呼ばれる直方体洞窟型の墓地も造られるが、横穴墓とやぐらの間に系統的な関係はない。

## 呼び方の変遷
昔は神奈川県東南部を流れる㹨川（横浜市栄区）の流域に見つかることが多く、この付近の地名鍛冶ケ谷をとって「鍛冶ヶ谷式」と呼ばれたが、2004年（平成16年）ごろの研究で、鎌倉市を中心とした鎌倉郡を中心に広がっていることがわかったため「鎌倉型」と呼ばれるようになってきた。

## 鎌倉型横穴墓の例
- 㹨川流域横穴墓群
  - 七石山横穴墓群・宮ノ前横穴墓群など[3]

## 詳しく載っている本
- 鵠沼女子高等学校地歴研究部 『横浜市戸塚区㹨川流域の横穴群について』1964年（昭和39年）3月20日発行
- 神奈川県考古学会『考古論叢神奈河 12集』（田村良照「相模の横穴墓」）2004年（平成16年）4月発行
- 埋蔵文化財センター（横浜市）『埋文よこはま31号（㹨川流域の横穴墓群）』2015年（平成27年）3月20日発行

## 参考資料
- 栄の歴史編集委員会『栄の歴史』栄区地域振興課 2013年（平成25年）3月発行
- 埋蔵文化財センター（横浜市）『栄区の重要遺跡』2015年（平成27年）11月13日発行